# Daniel Jelldéus
Karl Johan Chavez Daniel Jelldéus, född 31 mars 1973 i Säters församling, Skaraborgs län, är en svensk sångare och låtskrivare, som sedan 2005 arbetar som manager.
Daniel Jelldéus debuterade 1998 med singeln "Till Mig" (EMI). Han var grundare av bandet Meanwhile som fanns från 1999 till 2005 och gav ut musik på Attack Records, USA.
Daniel Jelldéus driver sedan 2009 bolaget Held MGMT AB som representerar artister som Jessica Andersson, Magnus Carlsson och bandet Lillasyster.

## Diskografi

### Singlar
- 1998 – Till mig (Parlophone).[3]
- Mycket skit på radion (Parlophone).[4]

## Kompositioner
- 1998 – Till mig.[3]
- 2015 – Heaven's Gotta Wait med Jessica Andersson (skriven tillsammans med Emma Nors, Palle Hammarlund och Jessica Andersson).[5]
- 2016 – Ge mig sommar med Magnus Carlsson (skriven tillsammans med Thomas G:son).[6]

### Melodifestivalen
- 2022 – Fyrfaldigt hurra! med Linda Bengtzing (skriven tillsammans med Linda Bengtzing, Myra Granberg och Thomas G:son).